# Ignazio Aymerich di Laconi
Ignazio Aymerich y Ripoll, 10e marquis di Laconi, 8e comte di Villamar, né le 11 novembre 1808 à Cagliari et mort le 25 octobre 1881 à Cagliari, est un homme politique sarde.

## Biographie
Ignazio Aymerich di Laconi  est le fils d'Ignazio Aymerich, Marchese di Laconi (1766-1827), et de Giovanna Ripoll (des marquis of Neoneli (en)). Il épouse Maria Teresa Pes di San Vittorio.
Gentilhomme de la chambre du roi Charles-Albert de Sardaigne, Prima Voce de la Stamento (Cortes), il est délégué auprès du roi Charles-Albert pour demander la fusion complète de la Sardaigne avec les provinces continentales.